# Jaume Solà
Jaume Solà o Jacme Sola (Catalunya, actiu entre 1401-1409) va ser un dels mestres d'obra de la Catedral de Barcelona, va dirigir-ne les obres com aparellador des de 1401. Consta a l'Arxiu de la Catedral de Barcelona, al Llibre d'Obra, anys 1407-14092, fol. 25 V., els pagaments que es van fer a Jacme Sola.